# Дьюрчань, Ференц
Фе́ренц Дью́рчань (Дю́рчань) (венг. Gyurcsány Ferenc; род. 4 июня 1961, город Папа, западная Венгрия) — венгерский предприниматель, политический и государственный деятель. С 29 сентября 2004 по 14 апреля 2009 года — премьер-министр Венгрии. Лидер Венгерской социалистической партии и Демократической коалиции. 21 марта 2009 года заявил о своём уходе с поста премьер-министра.

## Биография
Родился в семье тюркских кунов. Учился на педагога, затем получил экономическое образование в Университете Януса Паннониуса (Janus Pannonius University, город Печ).
Политическую карьеру начал в Ассоциации молодых социалистов, а с 1990 года перешёл из политики в бизнес, основал ряд компаний, самая крупная из которых — «Альтус», и занял 50 место в рейтинге самых богатых людей Венгрии.
В 2002 году возвратился в политику в качестве главного стратегического советника Петера Медьеши, предыдущего премьер-министра Венгрии. Затем в 2003 году стал министром по делам спорта, детей и молодежи.

### Премьер-министр
Премьер-министр Венгрии с 29 сентября 2004 года.
За несколько месяцев до этого произошло присоединение Венгрии к Евросоюзу. Экономическая ситуация в стране уже тогда была напряжённой, что было связано со значительным ростом дефицита государственного бюджета.
В программе нового правительства упор делался на укрепление принципа распределения государственных средств, создание равных возможностей для всех социальных групп. Новое правительство также было намерено активизировать участие Венгрии в деятельности ЕС и выполнить до 2008 года все требования Евросоюза, связанные с переходом на евро. Это потребовало принятия ряда непопулярных мер и строгой экономии госбюджета.
В начале 2005 года Дюрчань подписал в Москве новое венгерско-российское торговое соглашение, подготовленное в связи с тем, что Венгрия после вступления в ЕС была вынуждена разорвать большинство своих прежних международных соглашений. Дюрчань заявил в ходе переговоров, что он считает возвращение на восточные рынки одним из приоритетных направлений в работе правительства.
Уже в 2005 году российско-венгерская торговля выросла более чем в полтора раза, достигнув рекордного уровня в 6 млрд долларов. В январе — августе 2006 года рост составил ещё 3,6 млрд долларов.
В феврале 2006 года Владимир Путин в ходе визита в Будапешт предложил Венгрии стать одним из основных европейских центров распределения российского газа и вложить средства в создание газохранилищ на своей территории.
В апреле 2006 года на всеобщих выборах в Венгрии Венгерская социалистическая партия Дюрчаня партия получила 49 % депутатских мандатов. В России победу ВСП расценили как свидетельство успеха политики Дюрчаня и залог её продолжения.
18 сентября 2006 года Ференц Дюрчань по приглашению российского президента Владимира Путина встретился с ним в сочинской резиденции «Бочаров Ручей», где российский президент заявил: «В России ценят взвешенный и прагматичный подход нынешнего венгерского руководства. И этот прагматизм, по нашему мнению, заключается в том, что в условиях членства страны в НАТО и Европейском союзе Венгрия ищет и находит возможности развивать отвечающие её национальным интересам пути сотрудничества с другими странами, в том числе с нашей страной».
Буквально через несколько часов в венгерской столице вспыхнули массовые беспорядки — протестующие нападали на государственные учреждения, поджигали автомобили, нападали на полицию, обвиняя премьер-министра в том, что, как стало известно из утечек в СМИ, он лгал избирателям, приукрашивая экономическое положение в стране.
В первый же день уличных волнений Дюрчань заявил: «Я остаюсь и буду делать свою работу. Я серьёзно настроен на реализацию своей программы… Понимаю всю критику в свой адрес, но нужно отличить здоровую критику… от простого вандализма. Если две-три тысячи людей не понимают, что можно делать, а что нельзя, это не основание для того, чтобы нарушать мир и спокойствие в стране».
Антиправительственные выступления продолжались две недели.
1 октября 2006 года в Венгрии состоялись местные выборы, на которых правящая партийная коалиция потерпела сокрушительное поражение. Правая оппозиция во главе с партией «Фидес» получила большинство в областных собраниях как минимум 18 из 19 округов и посты мэров не менее чем в 19 из 23 крупнейших городов страны.
В тот же день президент Венгрии Ласло Шойом призвал Дюрчаня отправить правительство в отставку. Шойом подверг премьер-министра критике за использование «непозволительных методов политической борьбы, подрывающих доверие к венгерской демократии», и «моральный кризис», в который страна погрузилась по его вине. Президент призвал депутатов вынести правительству вотум недоверия.
Партнёры по правительственной коалиции — социалисты и свободные демократы, имеющие в парламенте надёжное большинство, отвергли вмешательство президента, который по конституции выполняет лишь церемониальные функции. А Ференц Дюрчань вновь заявил, что в отставку не уйдет и продолжит реформы, предусматривающие жёсткую бюджетную экономию.
Выступление президента привело к возобновлению акций протеста в столице. Уже в ночь на 2 октября десятки тысяч жителей Будапешта вновь вышли к зданию парламента, призывая к отставке правительства. Реперкуссии наблюдались в течение октября, и следующей весной, то есть в годовщины событий 1956 года и венгерской революции 1848 года, однако с лета 2007 года позиции кабинета заметно укрепились.
21 марта 2009 года Дьюрчань заявил о своём уходе с поста премьер-министра. Его преемником на партийном собрании, состоявшемся 5 апреля 2009 года, избран Гордон Байняи.

## Личная жизнь
Два сына от второго брака.
Состоит в третьем браке с Кларой Добрев (род. 1972), внучкой Антала Апро, у пары дочь и два сына.